# Neath (Nueva Gales del Sur)
Neath es un pueblo en Nueva Gales del Sur, Australia, al oeste de Newcastle. Originalmente había una mina de carbón, construida en 1906, pero la mina cerró en 1951 y el servicio ferroviario de pasajeros al pueblo finalizó poco después. En 2021, el pueblo registró una población de 430 habitantes, frente a los 490 de 2016.

## Estadísticas de censo
En 2021, el pueblo tenía una población registrada de 430 personas en 116 familias y 215 viviendas particulares. La familia media con hijos tenía 1,7 hijos. La edad media fue de 55 años. Había un promedio de 2,1 personas y 1,7 vehículos de motor por hogar. El ingreso familiar semanal promedio fue A$ 792, en comparación con A$1,746 a nivel nacional. 21 personas (13,7%) estaban desempleadas, en comparación con el 5,1% a nivel nacional.
La mayoría (90,9%) de las personas sólo hablaba inglés en casa. Otros idiomas eran el tok pisin (tres hablantes), el alemán (también tres hablantes) y el pidgin (cinco). El 61,5% de las personas eran cristianas y el 33,7% declaró no tener religión. Australia fue el principal país de nacimiento de las personas (84,7%), seguido de lejos por Inglaterra (3,3%).

## Historia

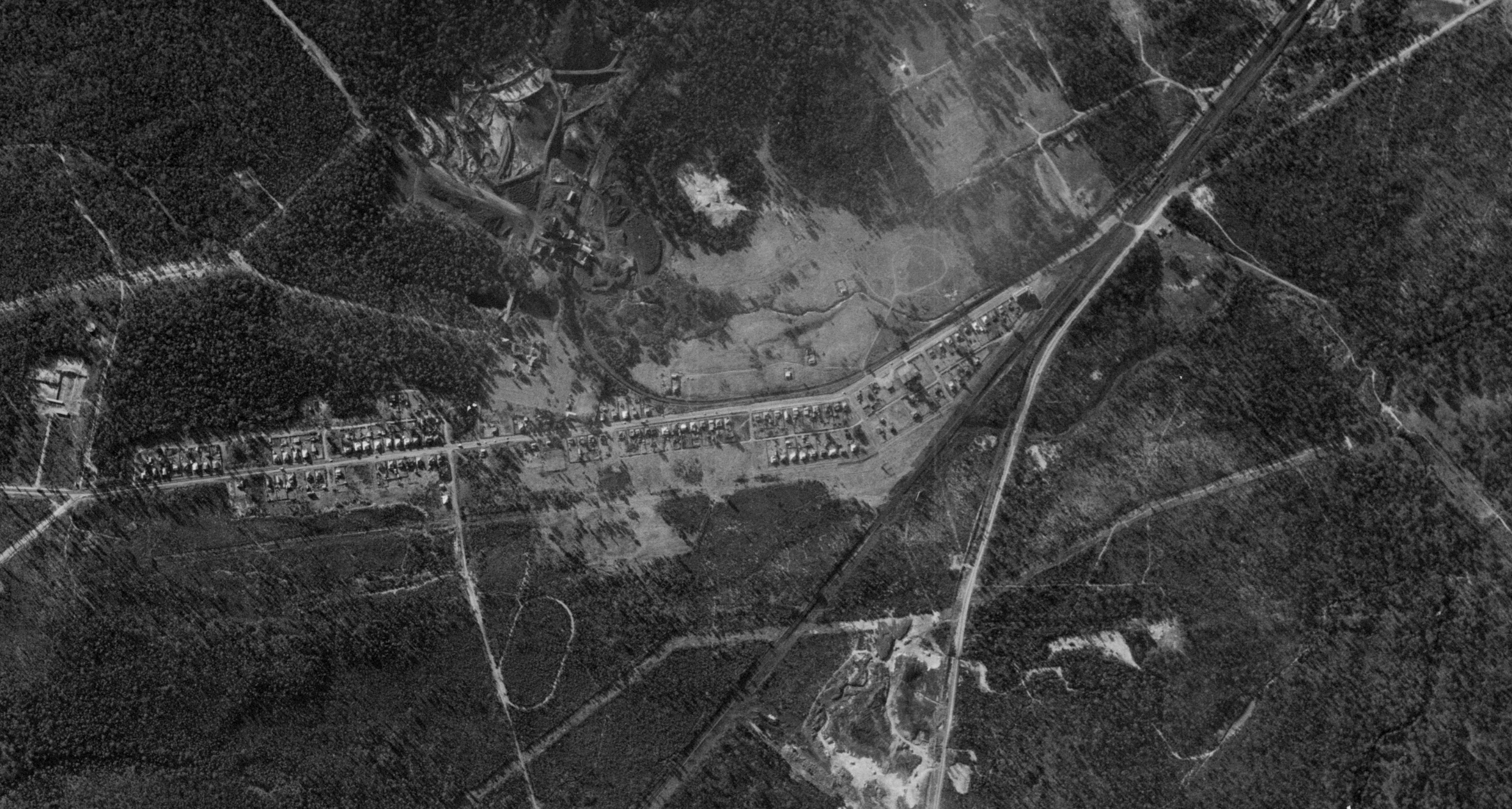
Vista aérea del pueblo en julio de 1970.

El pueblo comparte su nombre con Neath, una ciudad de Gales.
La fundación del pueblo está vinculada a la apertura de una mina de carbón, Neath Colliery, en 1906. Cuando se amplió una línea ferroviaria para conectar Abermain y Cessnock, se abrió una estación en Neath en 1908. La mina de carbón cerró en 1951 y la estación ferroviaria dejó de funcionar dieciséis años después; los edificios de la mina fueron destruidos en la década de 1980. El Hotel Neath, construido en 1914, todavía sigue en pie, al igual que el andén de la estación de tren y una caseta de señales.

## Geografía
Neath se encuentra al suroeste y muy cerca de Abermain. La ciudad de Cessnock está a 5 kilómetros (3,1 mi) al oeste. La carretera B68 conecta los tres asentamientos.
El pueblo está rodeado de matorrales y laderas de este a oeste.

### Geología
Neath se encuentra sobre la formación Branxton, una mezcla de conglomerado, arenisca y limosita que data del Pérmico medio. Hay una veta de carbón cerca.

## Política
Neath se encuentra en el área de gobierno local de la ciudad de Cessnock, en el extremo oriental del Barrio B. El pueblo está representado en la Asamblea Legislativa de Nueva Gales del Sur por el distrito electoral de Cessnock. A nivel federal, se encuentra justo dentro de la división de Paterson.

### Servicios
No hay oficina de correos en Neath. La oficina de correos más cercana está en Weston y hay un apartado de correos en Abermain. 
Neath cuenta con el servicio de la escuela pública Abermain en el nivel primario y de la escuela secundaria Cessnock High School en el nivel secundario.

## Clima
Neath tiene un clima subtropical húmedo (Cfa).